# Karlova Studánka
Karlova Studánka är en ort i Tjeckien. Den ligger i den östra delen av landet, 210 km öster om huvudstaden Prag. Karlova Studánka ligger 785 meter över havet och antalet invånare är 236.
Terrängen runt Karlova Studánka är kuperad, och sluttar österut. Runt Karlova Studánka är det ganska glesbefolkat, med 34 invånare per kvadratkilometer. Närmaste större samhälle är Bruntál, 14,7 km sydost om Karlova Studánka. I omgivningarna runt Karlova Studánka växer i huvudsak barrskog.